# Bataille de Culqualber
Théâtre africain de la Seconde Guerre mondiale
Batailles
Affrontements
- Soudan
- Invasion italienne du Somaliland (Tug Argan)
- Côte française des Somalis
- Convoi BN 7
- Agordat
- Appearance
- Keren
- Saïo
- Amba Alagi
- Culqualber
- Gondar
- Guérilla italienne en Éthiopie

Articles associés
- Force Gidéon
- Résistance éthiopienne
- Flottille de la mer Rouge
- Desert Air Force
- East Indies Station
- East Africa Command

La bataille de Culqualber est un affrontement s'étant déroulé près du col de Culqualber, en Éthiopie, du 6 août au 21 novembre 1941. Elle opposa les forces italiennes aux forces coloniales et les forces du Commonwealth britannique. Avec la bataille de Gondar, elle marqua la fin de la phase de guerre conventionnelle de la campagne d'Afrique de l'Est.